# Борисовський (Панкрушихинський район)
Бори́совський (рос. Борисовский) — селище у складі Панкрушихинського району Алтайського краю, Росія. Входить до складу Зятьковської сільської ради.

## Населення
Населення — 329 осіб (2010; 428 у 2002).
Національний склад (станом на 2002 рік):
- росіяни — 94 %